# Mitteleuropa (Gruppo Jazz Marca)
| Recensione  | Giudizio |
| ----------- | -------- |
| Basic Soul  | /        |
| Musica Jazz | /        |

Mitteleuropa è il terzo album discografico del Gruppo Jazz Marca (Roberto Magris / Lilli Furlan/ Franco Polisseni Trio), in versione allargata con una sezione di fiati, chitarra, vibrafono e percussioni, pubblicato nel 1986 dalla discografica Gulliver e ristampato nel 2006 dall’etichetta inglese Arision.

## Tracce
1. Città Di Frontiera – 12:06 (Roberto Magris)
2. Dedalus – 8:15 (Roberto Magris/F. Polisseni)
3. Annamaria – 1:36 (Roberto Magris)
4. Three Dorico Time – 7:33 (B. Vatta – arr. R. Magris)
5. Blues Transfert – 13:21 (F. Polisseni)

## Musicisti
- Roberto Magris - pianoforte
- Lilli Furlan - contrabbasso
- Franco Polisseni - batteria
- Andrea Sottani - tromba
- Sergio Campagnolo - sassofono contralto
- Ettore Martin - sassofono tenore
- Tiziano Strata - sassofono baritono
- Roberto Cocever - chitarra
- Saverio Tasca - vibrafono e percussioni